# Stora Herrestad
Stora Herrestad is een plaats in de gemeente Ystad, in de Zweedse provincie Skåne län en het landschap Skåne. De plaats heeft 258 inwoners (2005) en een oppervlakte van 48 hectare.

## Verkeer en vervoer
Bij de plaats loopt de Riksväg 19.